# 上川内あづさ
上川内 あづさ（かみこうち あづさ、1975年 - ）は、日本の脳科学者。名古屋大学大学院理学研究科教授。
専門は、聴覚情報処理システムの動作原理の解明。東京都出身。

## 経歴
桜蔭中学校・高等学校を卒業後、東京大学理科二類に入学。1997年3月：東京大学薬学部卒業（久保健雄研究室で「ミツバチの社会性を支える脳の仕組み」を研究）。
2002年3月：東京大学大学院薬学研究科博士課程修了、博士（薬学）の学位を取得（博士論文は「ミツバチの社会性を支える神経基盤」）。
2002年4月-2003年3月：基礎生物学研究所・発生生物学研究部門（伊藤啓リーダー）、科学技術振興機構バイオインフォマティクス推進センター（BIRD）研究員。
2003年4月-2005年7月：東京大学分子細胞生物学研究所、科学技術振興機構BIRD研究員。
2005年8月-2008年8月：ドイツのケルン大学研究員。
2008年8月-2011年8月：東京薬科大学生命科学部助教。
2009年3月：ショウジョウバエの音と重力を感じる神経回路の研究を「ネイチャー」に掲載する(F1000 Factor 9.0)。 
The neural basis of Drosophila gravity-sensing and hearingArticle,Nature 458, 165-171 (12 March 2009) | doi:10.1038/nature07810; Received 27 June 2008; Accepted 20 January 2009
2010年10月より2014年9月まで、JSTさきがけ「脳情報の解読と制御」研究者を兼任する。
2011年9月より、名古屋大学大学院理学研究科・生命理学科・生体構築論講座・脳回路構造学教授。
2013年にハエの行動を調べるための画像解析プログラムを独自に開発した。
2019年12月-2023年3月、東北大学大学院生命科学研究科教授をクロスアポイントメントによりつとめる。
2022年10月より名古屋大学トランスフォーマティブ生命分子研究所教授を兼任する。

## 受賞歴
- 2007年：7月、日本ショウジョウバエ研究集会 The 4th Daigoro Moriwaki Award[3]
- 2010年：科学技術分野の文部科学大臣表彰、若手科学者賞[3]
- 2012年：9月、日本神経科学学会日本神経科学学会奨励賞[3]
- 2025年：4月、日本比較生理生化学会 第35回 学会賞[3]
- 2025年：4月、第45回猿橋賞[1][4]。

## 引用・脚注・参考資料
- ”理系ママ”、少女の心で世界に挑む 新世代リーダー　上川内あづさ　名古屋大学大学院教授（東洋経済オンライン、2012年11月19日）
- 「聴覚の謎　解明への一歩」読売新聞夕刊26面2013年1月24日夕刊7面
- 上川内あづさReaD&Researchmap
- 脳回路構造学研究室名古屋大学
- 「脳構造・生理・行動制御の統合的解析モデルとしてのショウジョウバエ 」蛋白質核酸酵素 54(14): 1817 -1826 2009
- 『ショウジョウバエの聴覚研究を通じて、音楽に感動する脳の不思議を探究したい。 名古屋大学大学院理学研究科教授　上川内 あづさ』 この人に聞く「生命に関わる仕事っておもしろいですか？」 第17回・・生命科学DOKIDOKI研究室、テルモ科学技術振興財団